# Голгофа (цвинтар, Квінз)
Голгофа (англ. Calvary Cemetery) — римо-католицький цвинтар у районі Квінз, місто Нью-Йорк. Один з найбільших та найстаріших некрополів США.
Цвинтар поділений на чотири секції, кожна з яких розташована в різних частинах міста. Найстаріша, перша Голгофа, носить назву «Стара Голгофа». Другу, третю і четверту секцію називають «Новою Голгофою».
На цвинтарі проходили зйомки епізоду фільму «Хрещений батько» (похорон дона Корлеоне).

## Відомі особистості, які поховані на цвинтарі
- Ненсі Керролл — американська акторка.
- Кейт Брюс — американська акторка.
- Ніта Нальді — американська акторка.
- Артур О'Коннелл — американський актор, дворазовий номінант премії «Оскар» за найкращу чоловічу роль другого плану.
- Лоренцо да Понте — поет.
- Джо Спінелл — американський актор.